# São Cristóvão Esporte Clube
O São Cristóvão Esporte Clube (conhecido como São Cristóvão e cujo acrónimo é SCEC) é um clube da modalidade de futebol de salão fundado em 12 de fevereiro de 2021, na cidade de São Cristóvão no estado de Sergipe. Atualmente a equipe manda seus jogos no Complexo Esportivo da UFS, que tem capacidade para cerca de 200 torcedores.

## Historia
Foi fundado em 12 de fevereiro de 2021, por um grupo de amigos encabeçado por Denisson Souza, com o objetivo de dar maior visibilidade esportiva para o município. O clube está associado a Federação Sergipana de Futebol de Salão e está inscrito na Taça Sergipe e no Campeonato Sergipano de Futsal Feminino, que dará vagas para competições nacionais. A filosofia do clube é voltado para a modalidade de futsal feminino, onde visa dar oportunidades para meninas da região e do município.

### Departamento de esportes feminino
A primeira competição em que o clube participou foi a Copa Luiz Alves em parceria com o Aquafut, a Taça Sergipe de Futsal Feminino, que estava programada para acontecer no mês de maio a julho, teve o sorteio realizado na sede da Federação Sergipana de Futsal e as auriverdes enfrentariam a tradicional equipe do Real Sergipe, mas devido as restrições contra a propagação do vírus na pandemia de COVID-19, a competição foi adiada.

## Títulos

### Categoria de base feminina
| Amistosos | Amistosos              | Amistosos | Amistosos  |
|           | Competição             | Títulos   | Temporadas |
| --------- | ---------------------- | --------- | ---------- |
|           | Taça Andorinhas Sub 20 | 1         | 2024       |

## Estatísticas

### Participações
|  | Participações em 2021 |

| Competição            | Temporadas | Melhor campanha  | Estreia | Última | P | R |
| Taça Sergipe Feminina | 1          | Estreante (2022) | 2022    | 2022   | – | – |
| Copa Luis Alves       | 1          | Estreante (2021) | 2021    | 2021   | – | – |

### Últimas temporadas
Legenda:
| Campeão. Vice-campeão. Eliminado na semifinal. | Rebaixado à divisão inferior. Campeão e promovido à divisão superior. Promovido à divisão superior. |